# 中島翔哉
中島 翔哉（なかじま しょうや、1994年8月23日 - ）は、東京都八王子市出身のプロサッカー選手。Jリーグ・浦和レッズ所属。ポジションはミッドフィールダー（攻撃的ミッドフィールダー、サイドハーフ）、フォワード（セカンドストライカー）。元日本代表。
同じくプロサッカー選手で鹿島アントラーズ所属の小池龍太は母方の従弟。

## 経歴

### プロ入り前
6歳の時にサッカーを始めるも、同時期に両親が離婚して、母子家庭に育ち、2つのサッカースクールとフットサル教室に通っていた。2004年より東京ヴェルディの下部組織に加入。中学生時にはブラジルへのサッカー留学も3度経験した。2010年には東京都選抜の一員として国体で優勝。2011年にはクラブユース選手権で連覇を果たし、自身もベストヤングプレーヤーに選出された。また2012年にはオランダのアヤックス・アムステルダムに短期留学している。

### 東京ヴェルディ
2012年2月、2種登録選手に登録され トップチームに帯同。同年9月より監督に就いた高橋真一郎によって抜擢され、天皇杯2回戦のH大分戦で途中出場し、トップチーム初出場。同月14日のJ2第33節福岡戦でJリーグ初出場。同点となるゴールを挙げ、チームの連敗脱出に貢献した。翌10月に東京Vとのプロ契約締結が発表された。同月に行われたJ2第39節栃木戦ではハットトリックを記録。18歳59日での達成により松波正信のJリーグ最年少記録を塗り替えた。
2013年は高橋の退任もあって先発出場が激減し、2得点に留まったが、その何れもが決勝点となった。J2第35節群馬戦で決めた得点は同年のJ2最優秀ゴール賞に選出された。

### カターレ富山
2014年、依然東京Vでは満足に出場が見込めないことから、同クラブの新体制発表後 にFC東京へ完全移籍し、移籍と同時に中島の才を買っていたカターレ富山へと期限付き移籍された。富山では中島の加入に合わせて急遽布陣が変更され、FW やトップ下、左サイドハーフ に配された。スピード溢れる ドリブル突破で好機に絡み 前線からの守備に奔走するも、味方のサポートが及ばずに孤立する場面も多く 自身のシュートミスも重なって 得点は伸びなかった。

### FC東京
2014年8月25日、FC東京へ復帰。シーズン半ばを過ぎ主戦力が固まっている中、途中出場からのチャンスメークで貢献した。 2015年6月20日、第16節の鳥栖戦でJ1初得点。
2016年はU-23代表での活動により新チーム発足に乗り遅れたことから、U-23チームでのプレーが続いた。自身より若い選手が多いチームにあって難しい役割を強いられる中で、右膝内側側副靱帯の重症も重なり、J1・1stステージの出場は2試合に留まった。J1・2ndステージでは、中島の長所を尊重する篠田善之新監督の下、FWムリキの負傷に伴い左サイドハーフに配されると、カットインからの鋭いシュートという得意な形からゴールへの積極性を存分に発揮。第11節湘南戦では2試合連続得点となるミドルシュートを決め、同16節の仙台戦では決勝点となる2試合連続のアシストで3連勝に貢献した。
2017年は開幕から2試合連続で途中出場し得点に絡んだ。

### ポルティモネンセSC
2017年8月23日にプリメイラ・リーガ（ポルトガル1部）のポルティモネンセSCへ、2018年6月30日までの期限付き移籍が決定した。ポルティモネンセが公式サイトで発表した。9月3日、カップ戦2回戦のシャベス戦で後半から出場して移籍後初出場を果たした。9月8日、第5節のSLベンフィカ戦でスタメン出場をしてリーグ戦デビューを飾った。9月18日、第6節のCDフェイレンセ戦では移籍後初得点を含む2得点の活躍を見せた。10、11月には4試合で3得点を記録し、リーグが選出する同期間の最優秀FWに選ばれた。最終的にはリーグ戦29試合に出場し29試合でスタメン、21試合にフル出場し、10得点12アシストという成績で終えた。2018年5月16日、ポルトガルのフットボールゲーム制作会社『REAL FEVR』によるリーグの年間ベストイレブンに選出された。
2018-19年シーズン、9月23日に行われた第5節のヴィトーリアSC戦で2得点を挙げて同季初勝利に貢献し、10月7日に行われた第7節のスポルティングCP戦では2得点2アシストと全得点に絡む活躍を見せ勝利に貢献した。

### アル・ドゥハイルSC
2019年2月3日、カタール・スターズリーグ(カタール1部)のアル・ドゥハイルSCへの完全移籍が発表された。欧州の報道によると移籍金は3500万ユーロ(約43億7500万円)で、中田英寿が2001年に移籍した際の約32億円を上回る日本人史上最高額となった。3月12日、ACL第2節のアル・ヒラル戦でACL初得点を決めた。

### FCポルト
2019年7月5日、プリメイラ・リーガ・FCポルトへの完全移籍が発表された。契約期間は5年。背番号は当初「8」となる予定だったが、プレシーズンマッチでは背番号「10」を着用し、7月18日に10番を付けていたオリベル・トーレスのセビージャFC移籍に伴い、正式に背番号が「10」に変更となった。8月13日、CL予選3回戦2ndレグのFCクラスノダール戦で移籍後初出場を果たした。8月17日、第2節のヴィトーリア・セトゥーバル戦で途中交代から移籍後リーグ戦初出場。12月19日、タッサ・デ・ポルトガル5回戦のCDサンタ・クララ戦で移籍後初ゴールを決めた。リーグ戦では16試合に出場したが(公式戦全体では28試合1ゴール3アシスト)、新型コロナウイルスによる中断を経てからのリーグ戦再開後は出場機会が無かった。チームはリーグ優勝を果たしたが、優勝セレモニーやシーズン終了後のイケル・カシージャスの送別会にも姿を見せなかった。中島の妻は喘息持ちであり、更に雇っているスタッフがコロナの影響で帰国してしまった事から、妻の看病の為にチーム合流を拒否していた事をポルトのスポーツ・ディレクターであるルイス・ゴンサウベスが明かしており「我々はそれを解決したいと思う。彼も保証してくれた」とコメントし、クラブと中島との間に溝がない事を強調した。
2020-21シーズン、UEFAチャンピオンズリーグ、グループリーグのマンチェスター・C戦で約7ヶ月振りとなる公式戦出場、チャンピオンズリーグ初出場を果たし、10月24日のジル・ビセンテ戦ではシーズン初の先発起用されると、決勝ゴールをアシストした。

#### アル・アインFC
2021年1月16日、アラビアン・ガルフ・リーグに所属するアル・アインFCへの期限付き移籍が発表された。しかし2月23日、ポルトガル紙『O JOGO』など複数のメディアが、中島が練習中に足首の脛骨骨折および靭帯断裂の大怪我を負った事を報じ、移籍後僅か2試合の出場で残りのシーズンを棒に振る事となった。

#### ポルティモネンセSC
2021年8月25日、プリメイラ・リーガに所属するポルティモネンセSCへの期限付き移籍が発表された。10月17日、オリベイレンセとのカップ戦で約10か月ぶりとなる怪我から復帰を果たした。11月6日、CFベレネンセス戦で同シーズン初得点を決めて勝利に貢献した。以降公式戦25試合に出場し、2ゴール5アシストを記録した。
2021-22シーズン終了後、保有元のFCポルトは売却もポルティモネンセSCへの期限付き移籍延長の可能性も消滅した中島との2024年6月までの契約を双方合意の上で解除した。

### アンタルヤスポル
2022年9月8日にトルコスュペル・リグのアンタルヤスポルと2年契約を結んだ。加入の経緯についてヌリ・シャヒン監督は「話しかけても、何も話さないんだ。ただ『ハロー』『サンキュー』と言うだけ。礼儀正しいけど、シャイだね。思ったのは、彼は”話さない人"だなと。普通なら獲得しないだろうけど、ドルトムントで香川とチームメートだった経験がある。真司も話さないタイプだったけど、適応しようとしていた」と香川の存在が背景にあったとし、さらには「相手の文化を理解しなければならない。データ上、中島は良い選手だが、そこだけではない。とあるワールドクラスの選手と移籍話をしていた。名前を出せば、誰もが契約したがるくらいの。でも彼と３分ほど話したが、キャリアの幸運を祈るだけで契約せず中島と契約した。会長が知ったら、狂ってると言うだろうね」とも振り返った。
9月17日、加入2戦目でホームデビュー戦となったスュペル・リグ第7節アダナ・デミルスポル戦にて後半14分から途中出場すると、わずか15秒後に相手のヨナス・スヴェンソンに行ったタックルでキャリア初のレッドカードを受けた。その後もリーグ戦で先発6試合を含む15試合の出場で0ゴール、0アシストの成績にとどまり、アンタルヤスポルの財政難もあり2022-23シーズンの未払い分および2023-24シーズン分の年俸を放棄した上で、2023年7月4日、アンタルヤスポルとの契約を解除し退団した。

### 浦和レッズ
2023年7月25日、浦和レッズへ完全移籍加入することが発表された。6年ぶりのJリーグ復帰となる。

### 日本代表
2011年、U-17日本代表に選出されU-17ワールドカップに出場。準々決勝ブラジル戦では相手のスペースを巧みに突いて 得点を挙げた。
2014年、手倉森誠監督率いるリオデジャネイロオリンピックを目指す日本代表に選出され、2014年1月開催のU-22アジア選手権に背番号10を背負って出場。切れ味鋭いドリブルで 相手DFを翻弄し、チーム最多となる3得点を記録した。同年9月のアジア競技大会でもエース格として フル出場を続けた。
2015年、AFCアジアカップ2015のサポートメンバーとしてA代表に帯同。数合わせとしての参加ながら、得意のキレのあるドリブルで 控え組を盛り立てた。その後も相手の守備組織を撹乱する素早い動き出しでパスを呼び込み 得点力と運動量を兼備するチームに欠かせない存在として信頼を集めた。
U-23日本代表として出場した2016年1月のAFC U-23選手権では、準々決勝U-23イラン戦での2得点や、決勝U-23韓国代表戦での浅野拓磨による決勝点のアシスト、素早い攻守の切替を体現する運動量で チームの初優勝に貢献し、大会最優秀選手に選ばれた。
負傷によりトゥーロン国際大会を欠場し、一時はオリンピック本大会出場を危ぶまれたが、キリンチャレンジカップU-23南アフリカ戦で2得点を挙げてメンバー入りを手繰り寄せた。オリンピック本大会ではグループリーグ第2戦のU-23コロンビア戦で先発出場し、相手GKの頭上を抜く 鮮やかなミドルシュートを決めて決勝トーナメント進出への望みをつないだが、第3戦の他チームの結果によりグループリーグで敗退した。このゴールにより手倉森体制下での総得点はチーム最多となる19得点を数えた。
2018年3月24日、マリとの親善試合でサッカー日本代表としてデビューを果たし、初出場ながら三竿健斗のボールに合わせてネットを揺らし、チームの窮地を救った。この試合や所属チームの活躍もあり、W杯メンバー選出に期待されたが、マリ戦で中島を代表に選出し、この試合の中島を絶賛していたヴァイッド・ハリルホジッチが日本代表監督を解任された影響もあり、W杯メンバーからは落選した。8月30日に発表された森保一新監督の初陣のメンバーに選ばれ、9月11日に行われたコスタリカ戦からメンバー外の香川真司に代わり背番号10を付けてプレーしている。
2019年1月、AFCアジアカップ2019に向けて現地練習を行っていたが、直前のチームでの試合の怪我の影響で負傷離脱を余儀なくされた。当大会では代役として追加召集された乾貴士が背番号10を背負うこととなった。3月の親善試合（対コロンビア・ボリビア）では、香川の復帰に伴いどちらが10番を着用するのか注目されたが、10番は香川が着用し、中島は8番となった。ボリビア戦では途中出場で得点を決め、この得点がサッカー男子日本A代表の平成における最後の得点となった。
2019年6月、A代表では自身初の国際大会であるコパ・アメリカ2019のメンバーに選出。グループリーグ全3試合に出場。第3戦のエクアドル戦では、得点を挙げてマンオブザマッチにも選出された。
2019年11月以降、クラブでの不調もあり代表からは遠ざかり、2022 FIFAワールドカップのメンバーにも選出されなかった。

## プレースタイル
ドリブルを最大の武器とする攻撃的MF。俊敏性に長けており、スピードの緩急や鋭い切り返しを使って突破を図る。日本代表で同僚の原口元気は自身が嫉妬するドリブラー３位に中島の名前を挙げ「0(静止状態)から100(トップスピード)がクソ速い、今までの代表の中でも一番凄い。乾(貴士)君とか近いけどよりキレがある」と評価している。
小柄ながら威力のあるミドルシュートを打つ事ができ、AFC U-23選手権やリオオリンピック、ワールドカップ予選などの重要な場面で度々決定的なミドルシュートを決めている。左サイドから中央に切り込み(カットイン)、右足でファーへ巻いて蹴る形を得意とする。その特徴から左サイドハーフで起用される事が多いが、他にもトップ下・右サイドハーフ・セカンドトップなど様々なポジションをこなせる。
ラストパスのセンスにも優れており、ポルティモネンセ時代はアシストを量産した。また、ポジションを一列下げてビルドアップやゲームメイクのサポートを行うプレーも得意とする。左サイドの低い位置から対角線上に斜めのロングパスを放ち、試合の展開を一発のキックで変える。その高いキック精度を活かしてプレースキッカーを務める事もあり、日本代表でも多くの場面でプレースキッカーを務めている。
オフザボールの動きにも優れており、相手DFとMFのラインの間でボールを受けるプレー(間受け)を得意としている。そこから素早いターンで前を向き、ドリブル・シュート・パスの中から適切なプレーを選択出来る。日本代表で同僚の長友佑都はターンが上手い日本代表2位に中島の名前を挙げ「取ろうとしても絶対逆にターンされる、しかも滑らかで速い、ボールの位置も絶妙」と評価している。
ボールに食い付き過ぎな守備面の課題を指摘される事が多いが、ポルト移籍以降はパスコースを切る組織的守備に磨きをかけている。スタミナも豊富で90分を過ぎても運動量・プレー精度が落ちない。
どんな状況でも「サッカーを楽しむ」事を信条としており、大舞台でも緊張せずに平常心で試合に臨む事が出来る。試合の中で何度も仕掛け続けられる、日本人離れした強靭なメンタリティを持っている。

## エピソード
- 2017年8月23日のポルティモネンセSCへの移籍発表と同時に、同月6日にかねてより交際していた一般女性と結婚していたことも併せて発表した[110]。2019年9月1日に第1子となる長女の誕生を報告[111]。
- サッカー日本女子代表の中里優は東京都立調布南高等学校時代の同級生。
- 2017年の八王子市市制100周年に合わせて、同市から100年応援団の団員に任命された[8]。
- 2017年から背番号をそれまでの39番から23番へと変更した。自身の誕生日が8月23日であることから元々『23』という数字に思い入れがあり、空き番号となったことから自らクラブ側に申し入れて変更した[112]。ポルティモネンセでも23番を着用[113]。
- ポルティモネンセ移籍後はヴェルディ下部組織時代の後輩に当たり、ポルトガル語が堪能な亀倉龍希から言葉や生活など公私に渡りサポートを受け、現在は中島の代理人を務めている[114][115]。
- YouTuberコンビの水溜りボンドのファンで[116]、2019年5月26日にはゲスト出演した動画が公開された[117]。
- 暇な時には、「近くの公園を探して、練習をする」ほど、サッカーが好きなことで知られている。

## 所属クラブ
ユース経歴
- 2001年 - 2003年 松が谷フットボールクラブ
- 2004年 - 2006年 ヴェルディジュニア
- 2007年 - 2009年 東京ヴェルディジュニアユース (八王子市立別所中学校)
- 2010年 - 2012年 東京ヴェルディユース (東京都立調布南高等学校→第一学院高等学校)
  - 2012年 東京ヴェルディ (2種登録選手)

プロ経歴
- 2012年 - 2013年 東京ヴェルディ
- 2014年 - 2018年 FC東京
  - 2014年1月 - 同年8月 カターレ富山 (期限付き移籍)
  - 2014年 - 2015年 Jリーグ・アンダー22選抜
  - 2017年8月 - 2018年1月 ポルティモネンセSC (期限付き移籍)
- 2018年1月 - 2019年2月 ポルティモネンセSC
- 2019年2月 - 同年7月 アル・ドゥハイルSC
- 2019年7月 - 2022年9月 FCポルト
  - 2021年1月 - 同年8月 アル・アインFC (期限付き移籍)
  - 2021年8月 - 2022年6月 ポルティモネンセSC (期限付き移籍)
- 2022年9月 - 2023年7月 アンタルヤスポル
- 2023年7月 - 浦和レッズ

## 個人成績
| 国内大会個人成績 | 国内大会個人成績 | 国内大会個人成績 | 国内大会個人成績 | 国内大会個人成績 | 国内大会個人成績 | 国内大会個人成績 | 国内大会個人成績 | 国内大会個人成績 | 国内大会個人成績 | 国内大会個人成績 | 国内大会個人成績 |
| 年度             | クラブ           | 背番号           | リーグ           | リーグ戦         | リーグ戦         | リーグ杯         | リーグ杯         | オープン杯       | オープン杯       | 期間通算         | 期間通算         |
| 年度             | クラブ           | 背番号           | リーグ           | 出場             | 得点             | 出場             | 得点             | 出場             | 得点             | 出場             | 得点             |
| 日本             | 日本             | 日本             | 日本             | リーグ戦         | リーグ戦         | リーグ杯         | リーグ杯         | 天皇杯           | 天皇杯           | 期間通算         | 期間通算         |
| ---------------- | ---------------- | ---------------- | ---------------- | ---------------- | ---------------- | ---------------- | ---------------- | ---------------- | ---------------- | ---------------- | ---------------- |
| 2012             | 東京V            | 36               | J2               | 8                | 4                | -                | -                | 2                | 0                | 10               | 4                |
| 2013             | 東京V            | 7                | J2               | 21               | 2                | -                | -                | 2                | 0                | 23               | 2                |
| 2014             | 富山             | 33               | J2               | 28               | 2                | -                | -                | 2                | 0                | 30               | 2                |
| 2014             | FC東京           | 39               | J1               | 5                | 0                | -                | -                | -                | -                | 5                | 0                |
| 2015             | FC東京           | 39               | J1               | 13               | 1                | 2                | 1                | 2                | 0                | 17               | 2                |
| 2016             | FC東京           | 39               | J1               | 12               | 3                | 4                | 2                | 2                | 1                | 18               | 6                |
| 2017             | FC東京           | 23               | J1               | 21               | 2                | 7                | 3                | 1                | 1                | 29               | 6                |
| ポルトガル       | ポルトガル       | ポルトガル       | ポルトガル       | リーグ戦         | リーグ戦         | リーグ杯         | リーグ杯         | ポルトガル杯     | ポルトガル杯     | 期間通算         | 期間通算         |
| 2017-18          | ポルティモネンセ | 23               | プリメイラ       | 29               | 10               | 2                | 0                | 2                | 0                | 33               | 10               |
| 2018-19          | ポルティモネンセ | 10               | プリメイラ       | 13               | 5                | 1                | 0                | 0                | 0                | 14               | 5                |
| カタール         | カタール         | カタール         | カタール         | リーグ戦         | リーグ戦         | リーグ杯         | リーグ杯         | オープン杯       | オープン杯       | 期間通算         | 期間通算         |
| 2018-19          | アル・ドゥハイル | 10               | スターズ         | 7                | 1                | -                | -                | 3                | 0                | 10               | 1                |
| ポルトガル       | ポルトガル       | ポルトガル       | ポルトガル       | リーグ戦         | リーグ戦         | リーグ杯         | リーグ杯         | ポルトガル杯     | ポルトガル杯     | 期間通算         | 期間通算         |
| 2019-20          | ポルト           | 10               | プリメイラ       | 16               | 0                | 3                | 0                | 4                | 1                | 23               | 1                |
| 2020-21          | ポルト           | 10               | プリメイラ       | 4                | 0                | 0                | 0                | 1                | 0                | 5                | 0                |
| UAE              | UAE              | UAE              | UAE              | リーグ戦         | リーグ戦         | リーグ杯         | リーグ杯         | オープン杯       | オープン杯       | 期間通算         | 期間通算         |
| 2020-21          | アル・アイン     | 22               | AGL              | 2                | 0                | 0                | 0                | 0                | 0                | 2                | 0                |
| ポルトガル       | ポルトガル       | ポルトガル       | ポルトガル       | リーグ戦         | リーグ戦         | リーグ杯         | リーグ杯         | ポルトガル杯     | ポルトガル杯     | 期間通算         | 期間通算         |
| 2021-22          | ポルティモネンセ | 10               | プリメイラ       | 22               | 1                | 0                | 0                | 3                | 1                | 25               | 2                |
| トルコ           | トルコ           | トルコ           | トルコ           | リーグ戦         | リーグ戦         | トルコ杯         | トルコ杯         | オープン杯       | オープン杯       | 期間通算         | 期間通算         |
| 2022-23          | アンタルヤスポル | 22               | スュペル・リグ   | 15               | 0                | 1                | 0                | -                | -                | 16               | 0                |
| 日本             | 日本             | 日本             | 日本             | リーグ戦         | リーグ戦         | リーグ杯         | リーグ杯         | 天皇杯           | 天皇杯           | 期間通算         | 期間通算         |
| 2023             | 浦和             | 10               | J1               | 6                | 1                | 1                | 0                | -                | -                | 7                | 1                |
| 2024             | 浦和             | 10               | J1               | 22               | 1                | 1                | 2                | -                | -                | 23               | 3                |
| 通算             | 日本             | 日本             | J1               | 79               | 8                | 15               | 8                | 5                | 2                | 99               | 18               |
| 通算             | 日本             | 日本             | J2               | 57               | 8                | -                | -                | 6                | 0                | 63               | 8                |
| 通算             | ポルトガル       | ポルトガル       | プリメイラ       | 84               | 16               | 6                | 0                | 10               | 2                | 100              | 18               |
| 通算             | カタール         | カタール         | スターズ         | 7                | 1                | -                | -                | 3                | 0                | 10               | 1                |
| 通算             | UAE              | UAE              | AGL              | 2                | 0                | 0                | 0                | 0                | 0                | 2                | 0                |
| 通算             | トルコ           | トルコ           | スュペル・リグ   | 15               | 0                | 1                | 0                | -                | -                | 16               | 0                |
| 総通算           | 総通算           | 総通算           | 総通算           | 244              | 33               | 22               | 8                | 24               | 4                | 290              | 45               |

その他の公式戦
| 2015   | J-22   | -      | J3     | 3  | 0 | 3  | 0 |
| 2016   | F東23  | 39     | J3     | 7  | 0 | 7  | 0 |
| 通算   | 日本   | 日本   | J3     | 10 | 0 | 10 | 0 |
| 総通算 | 総通算 | 総通算 | 総通算 | 10 | 0 | 10 | 0 |

| 国際大会個人成績 | 国際大会個人成績 | 国際大会個人成績 | 国際大会個人成績 | 国際大会個人成績 |
| 年度             | クラブ           | 背番号           | 出場             | 得点             |
| AFC              | AFC              | AFC              | ACL              | ACL              |
| ---------------- | ---------------- | ---------------- | ---------------- | ---------------- |
| 2016             | FC東京           | 39               | 0                | 0                |
| 2019             | アル・ドゥハイル | 10               | 6                | 1                |
| UEFA EL          | UEFA EL          | UEFA EL          | UEFA EL          | UEFA EL          |
| 2019-20          | ポルト           | 10               | 4                | 0                |
| 通算             | AFC              | AFC              | 6                | 1                |
| 通算             | UEFA             | UEFA             | 4                | 0                |

その他の国際公式戦
2019年 - UEFAチャンピオンズリーグ プレーオフ 1試合0得点
2023年 - AFCチャンピオンズリーグ2023/24・プレーオフ 1試合0得点
- 2012年はユース所属
- 2012年10月にプロ契約締結

出場歴
- 2012年9月14日：J2初出場・初得点 - J2第33節 vsアビスパ福岡 (西が丘)
- 2014年8月30日：J1初出場 - J1第22節 vs鹿島アントラーズ (カシマ)
- 2015年6月20日：J1初得点 - J1 1st第16節 vsサガン鳥栖 (ベアスタ)

## タイトル

### チーム
アル・ドゥハイルSC
- アミールカップ (2019)

FCポルト
- プリメイラ・リーガ (2019-20)
- タッサ・デ・ポルトガル (2019-20)
- スーペルタッサ・カンディド・デ・オリベイラ (2020)

東京都選抜
- 国民体育大会サッカー競技 (2010年)

東京ヴェルディユース
- 日本クラブユースサッカー選手権 (U-18)大会 (2010年、2011年)

### 代表
U-23日本代表
- AFC U-23選手権 (2016年)

### 個人
- 全日本少年フットサル大会 ベストプレーヤー賞 (2006年)[118]
- 日本クラブユースサッカー選手権 (U-18)大会 ベストヤングプレーヤー賞 (2011年)
- J2最優秀ゴール賞 (2013年)
- AFC U-23選手権 MVP (2016年)
- 『REAL FEVR』選出プリメイラ・リーガ年間ベストイレブン(2017-18)[54]

## 代表歴

### 出場大会
- U-17日本代表
  - 2011年：スロバキアカップ、U-17ワールドカップ
- U-19日本代表
  - 2013年：アルクディア国際ユースサッカートーナメント
- U-21日本代表 
  - 2014年：AFC U-22選手権2013、アジア競技大会[119]
- U-22日本代表 
  - 2015年：AFC U-23選手権2016 (予選)
- U-23日本代表
  - 2016年：AFC U-23選手権2016
  - 2016年：キリンチャレンジカップ
  - 2016年：リオデジャネイロオリンピック
- 日本代表
  - 2017年：2018 FIFAワールドカップ・アジア3次予選予備登録[120]
  - 2018年：キリンチャレンジカップ
  - 2019年：コパ・アメリカ2019

### 試合数
- 国際Aマッチ 19試合 5得点 (2018年 - 2019年)

| 日本代表 | 国際Aマッチ | 国際Aマッチ |
| 年       | 出場        | 得点        |
| -------- | ----------- | ----------- |
| 2018     | 6           | 2           |
| 2019     | 13          | 3           |
| 通算     | 19          | 5           |

### 出場
| No. | 開催日         | 開催都市       | スタジアム                           | 対戦国               | 結果 | 監督           | 大会                                                            |
| --- | -------------- | -------------- | ------------------------------------ | -------------------- | ---- | -------------- | --------------------------------------------------------------- |
| 1.  | 2018年3月23日  | リエージュ     | スタッド・モーリス・デュフラン       | マリ                 | △1-1 | ハリルホジッチ | 国際親善試合                                                    |
| 2.  | 2018年3月27日  | リエージュ     | スタッド・モーリス・デュフラン       | ウクライナ           | ●1-2 | ハリルホジッチ | キリンチャレンジカップ2018                                      |
| 3.  | 2018年9月11日  | 大阪           | パナソニックスタジアム吹田           | コスタリカ           | ○3-0 | 森保一         | キリンチャレンジカップ2018                                      |
| 4.  | 2018年10月16日 | さいたま       | 埼玉スタジアム2002                   | ウルグアイ           | ○4-3 | 森保一         | キリンチャレンジカップ2018                                      |
| 5.  | 2018年11月16日 | 大分           | 大分スポーツ公園総合競技場           | ベネズエラ           | △1-1 | 森保一         | キリンチャレンジカップ2018                                      |
| 6.  | 2018年11月20日 | 豊田           | 豊田スタジアム                       | キルギス             | ○4-0 | 森保一         | キリンチャレンジカップ2018                                      |
| 7.  | 2019年3月22日  | 横浜           | 日産スタジアム                       | コロンビア           | ●0-1 | 森保一         | キリンチャレンジカップ2019                                      |
| 8.  | 2019年3月26日  | 神戸           | ノエビアスタジアム神戸               | ボリビア             | ○1-0 | 森保一         | キリンチャレンジカップ2019                                      |
| 9.  | 2019年6月5日   | 豊田           | 豊田スタジアム                       | トリニダード・トバゴ | △0-0 | 森保一         | キリンチャレンジカップ2019                                      |
| 10. | 2019年6月9日   | 宮城           | ひとめぼれスタジアム宮城             | エルサルバドル       | ○2-0 | 森保一         | キリンチャレンジカップ2019                                      |
| 11. | 2019年6月17日  | サンパウロ     | エスタジオ・ド・モルンビー           | チリ                 | ●0-4 | 森保一         | コパ・アメリカ2019                                              |
| 12. | 2019年6月20日  | ポルトアレグレ | アレーナ・ド・グレミオ               | ウルグアイ           | △2-2 | 森保一         | コパ・アメリカ2019                                              |
| 13. | 2019年6月24日  | ベロオリゾンテ | エスタジオ・ミネイロン               | エクアドル           | △1-1 | 森保一         | コパ・アメリカ2019                                              |
| 14. | 2019年9月5日   | 茨城           | 茨城県立カシマサッカースタジアム     | パラグアイ           | ○2-0 | 森保一         | キリンチャレンジカップ2019                                      |
| 15. | 2019年9月10日  | ヤンゴン       | トゥウンナ・スタジアム               | ミャンマー           | ○2-0 | 森保一         | 2022 FIFAワールドカップ・アジア2次予選兼AFCアジアカップ2023予選 |
| 16. | 2019年10月10日 | さいたま       | 埼玉スタジアム2002                   | モンゴル             | ○6-0 | 森保一         | 2022 FIFAワールドカップ・アジア2次予選兼AFCアジアカップ2023予選 |
| 17. | 2019年10月15日 | ドゥシャンベ   | ドゥシャンベ・セントラル・スタジアム | タジキスタン         | ○3-0 | 森保一         | 2022 FIFAワールドカップ・アジア2次予選兼AFCアジアカップ2023予選 |
| 18. | 2019年11月14日 | ビシュケク     | ドレン・オムルザコフ・スタジアム     | キルギス             | ○2-0 | 森保一         | 2022 FIFAワールドカップ・アジア2次予選兼AFCアジアカップ2023予選 |
| 19. | 2019年11月19日 | 大阪           | パナソニックスタジアム吹田           | ベネズエラ           | ●1-4 | 森保一         | キリンチャレンジカップ2019                                      |

### ゴール
| #  | 開催年月日     | 開催地                   | 対戦国     | 勝敗 | 試合概要                               |
| -- | -------------- | ------------------------ | ---------- | ---- | -------------------------------------- |
| 1. | 2018年3月23日  | ベルギー、リエージュ     | マリ       | △1-1 | 国際親善試合                           |
| 2. | 2018年11月20日 | 日本、豊田               | キルギス   | ○4-0 | キリンチャレンジカップ2018             |
| 3. | 2019年3月26日  | 日本、神戸               | ボリビア   | ○1-0 | キリンチャレンジカップ2019             |
| 4. | 2019年6月25日  | ブラジル、ベロオリゾンテ | エクアドル | △1-1 | コパ・アメリカ2019                     |
| 5. | 2019年9月10日  | ミャンマー、ヤンゴン     | ミャンマー | ○2-0 | 2022 FIFAワールドカップ・アジア2次予選 |